# Sakar Şakir
Sakar Şakir là một bộ phim hài Thổ Nhĩ Kỳ năm 1977 của đạo diễn Natuk Baytan.

## Diễn viên
- Kemal Sunal - Sakir
- Adile Naşit - Fatma Sen
- Ali Şen - Haci Sen
- Ünal Gürel - Gardrop Fuat
- Ayfer Feray - Sevda
- Necdet Yakın - Lufer
- Atilla Ergün - Sukru
- Kamer Sadik - Sabri